# Stage Clear Studios
Stage Clear Studios, S.L., es una compañía española desarrolladora de videojuegos, fundada en 2012 en Las Rozas de Madrid, Madrid, España. En el año 2021, la empresa fue adquirida en su totalidad por el holding sueco Thunderful Group. 

## Historia
En abril de 2012, la empresa fue fundada por Daniel Santos Fonseca, Daniel Martínez Bofarull y Enrique Orrego Franco. 
En 2013 la compañía lanza su primer título, "Shiny The Firefly".
En 2014, la empresa comenzó su ampliación de personal, ofreciendo nuevos servicios como outsourcing de arte y porting.
En 2017, la empresa se encuentra trabajando en más de 20 proyectos para consolas.
En 2018, la empresa continúa su crecimiento en consolas, y además, alcanza el hito autopublicar en Nintendo Switch el juego "Max: The Curse of Brotherhood".
En 2019, la empresa completa el desarrollo del siguiente título de la saga Delicious, la IP más importante de GameHouse: "Delicious: Emily's Road Trip".
En 2020, comienza el desarrollo de su nuevo videojuego "The Last Kids on Earth and The Staff of Doom" para PC y Consolas. El proyecto tiene fecha prevista de lanzamiento durante 2021. En este año también colabora en el desarrollo de "Unto The End" para PC y Consolas. En verano de 2020, la empresa mueve sus oficinas a un nuevo edificio con mayor capacidad.
En 2021, la empresa es adquirida por el holding sueco Thunderful Group.

## Juegos
| Título                                   | Lanzamiento | PS5 | PS4 | XSX | XBox One | Nintendo Switch | WiiU | PSVita | Windows | Stadia | iOS | Android |
| ---------------------------------------- | ----------- | --- | --- | --- | -------- | --------------- | ---- | ------ | ------- | ------ | --- | ------- |
| The Last Kids on Earth                   | 2021        |     | Sí  |     | Sí       | Sí              |      |        | Sí      |        |     |         |
| Alex Kidd in Miracle World DX            | 2021        | Sí  | Sí  | Sí  | Sí       |                 |      |        |         |        |     |         |
| Unto The End                             | 2020        |     | Sí  |     | Sí       | Sí              |      |        | Sí      |        |     |         |
| Bounty Battle                            | 2020        |     | Sí  |     | Sí       | Sí              |      |        |         |        |     |         |
| Cloudpunk                                | 2020        |     | Sí  |     | Sí       | Sí              |      |        |         |        |     |         |
| Tower of Time                            | 2020        |     | Sí  |     | Sí       | Sí              |      |        |         |        |     |         |
| Snakeybus                                | 2020        |     | Sí  |     | Sí       | Sí              |      |        |         |        |     |         |
| Underhero                                | 2020        |     | Sí  |     | Sí       | Sí              |      |        |         |        |     |         |
| Stranded Sails                           | 2019        |     | Sí  |     | Sí       | Sí              |      |        |         |        |     |         |
| Demon Pit                                | 2019        |     | Sí  |     | Sí       | Sí              |      |        |         |        |     |         |
| Valfaris                                 | 2019        |     | Sí  |     | Sí       | Sí              |      |        |         |        |     |         |
| AER Memories of Old                      | 2019        |     |     |     |          | Sí              |      |        |         |        |     |         |
| Delicious: Emily's Road Trip             | 2019        |     |     |     |          |                 |      |        | Sí      |        | Sí  | Sí      |
| Silence                                  | 2019        |     |     |     |          | Sí              |      |        |         |        |     |         |
| Aragami                                  | 2019        |     |     |     |          | Sí              |      |        |         |        |     |         |
| Skelly Selest                            | 2019        |     | Sí  |     | Sí       | Sí              |      |        |         |        |     |         |
| Glass Masquerade                         | 2019        |     | Sí  |     | Sí       | Sí              |      |        |         |        |     |         |
| Pipe Push Paradise                       | 2019        |     | Sí  |     | Sí       | Sí              |      |        |         |        |     |         |
| Crimson Keep                             | 2018        |     | Sí  |     | Sí       | Sí              |      |        |         |        |     |         |
| Vertical Drop Heroes HD                  | 2018        |     |     |     |          | Sí              |      |        |         |        |     |         |
| Runbow                                   | 2018        |     | Sí  |     |          | Sí              |      |        |         |        |     |         |
| Candle                                   | 2018        |     | Sí  |     | Sí       | Sí              |      |        |         |        |     |         |
| Nefarious                                | 2018        |     | Sí  |     | Sí       | Sí              |      |        |         |        |     |         |
| Three Fourths Home                       | 2018        |     |     |     |          | Sí              |      |        |         |        |     |         |
| Fall of Light                            | 2018        |     | Sí  |     | Sí       | Sí              |      |        |         |        |     |         |
| Blacksea Odyssey                         | 2018        |     | Sí  |     |          | Sí              |      |        |         |        |     |         |
| Frost                                    | 2018        |     | Sí  |     | Sí       | Sí              |      |        |         |        |     |         |
| All-Star Fruit Racing                    | 2018        |     |     |     |          | Sí              |      |        |         |        |     |         |
| Monster Slayers                          | 2018        |     | Sí  |     | Sí       | Sí              |      |        |         |        |     |         |
| Bridge Constructor: Portal               | 2018        |     | Sí  |     |          |                 |      |        |         |        |     |         |
| The Aquatic Adventure of the Last Human  | 2018        |     | Sí  |     | Sí       |                 |      |        |         |        |     |         |
| The Coma: Recut                          | 2017        |     |     |     |          | Sí              |      |        |         |        |     |         |
| Max: The Curse of Brotherhood            | 2017        |     | Sí  |     |          | Sí              |      |        |         |        |     |         |
| Slain: Back from Hell                    | 2017        |     |     |     |          | Sí              |      |        |         |        |     |         |
| Bridge Constructor: Stunts               | 2017        |     | Sí  |     |          |                 |      |        |         |        |     |         |
| Dead Synchronicity: Tomorrow Comes Today | 2017        |     |     |     |          | Sí              |      |        |         |        |     |         |
| Slayaway Camp: Butcher's Edition         | 2017        |     | Sí  |     | Sí       | Sí              |      | Sí     |         |        |     |         |
| Albert and Otto                          | 2017        |     | Sí  |     | Sí       |                 |      |        |         |        |     |         |
| INK                                      | 2017        |     | Sí  |     | Sí       |                 |      | Sí     |         |        |     |         |
| Super Blackjack Battle 2 Turbo Edition   | 2017        |     | Sí  |     | Sí       | Sí              |      |        | Sí      |        | Sí  | Sí      |
| Yesterday Origins                        | 2016        |     | Sí  |     | Sí       | Sí              |      |        | Sí      |        |     |         |
| Bridge Constructor                       | 2016        |     | Sí  |     |          |                 |      | Sí     |         |        |     |         |
| Shiny The Firefly                        | 2013        |     |     |     |          |                 | Sí   |        | Sí      |        | Sí  | Sí      |